# Chvatěruby
Chvatěruby település Csehországban, a Mělníki járásban. Chvatěruby Úžice, Dolany nad Vltavou, Kozomín, Kralupy nad Vltavou, Zlosyň, Veltrusy és Zlončice településekkel határos. Lakosainak száma 572 fő (2024. január 1.).

## Népesség
A település lakosságának változását az alábbi diagram mutatja:
| Lakosok száma | 455  | 489  | 485  | 521  | 418  | 425  | 542  | 551  | 539  | 572  |
|               | 1869 | 1890 | 1921 | 1950 | 1980 | 2001 | 2017 | 2019 | 2022 | 2024 |